# Horní Cerekev
Horní Cerekev (deutsch Oberzerekwe, älter Lobskirchen, Lobeskirchen) ist eine Stadt in der Region Vysočina (Tschechien).

## Geschichte
1352 wurde der Ort erstmals schriftlich erwähnt. Die Stadt wurde vermutlich durch einen Líček gegründet und ursprünglich auch nach ihm Líčkovice benannt. Später wurde die Siedlung nach ihrer Holzkirche in Cierkev umbenannt. Erweiterungen erfuhr Horní Cerekev durch den Höchsten Marschall des böhmischen Königreiches Tobias von Bechin auf Kamenice (Dobeš z Bechyně), der dem Ort Stadt-, Gerichts- und Verwaltungsrechte erteilte. Dieser ließ am Ufer des größten Teiches auch eine Festung erstellen.
Im Laufe der Zeit wurde die Stadt von zwölf verschiedenen Adelsgeschlechtern regiert und verwaltet. Berühmtestes Geschlecht waren die Herren von Leskovec, zu deren Regentschaft von 1411 bis 1655 Cerekev Léskovcova Superiori zum Zentrum der Politik und Wirtschaft heranwuchs. Zuletzt gehörte die Stadt 1945 dem deutschen Herzog Anton Karl von Hohenzollern.

## Stadtgliederung
Die Stadt Horní Cerekev besteht aus den Ortsteilen Horní Cerekev, Hříběcí (Hribitsch),  Chrástov (Chrastow),  Těšenov (Tieschenau) und  Turovka (Turowka), die zugleich auch Katastralbezirke bilden.

## Sehenswürdigkeiten
- Kirche des Hl. Johannes der Täufer
- Kirche Verkündung der Jungfrau Maria
- Jüdischer Friedhof
- Passionssäule
- Statue des hl. Johann Nepomuk am Marktplatz
- Stadtbrunnen
- Pfarrei des T. G. Masaryk
- Schloss Horní Cerekev

## Söhne und Töchter der Stadt
- Josef Dvořák (* 1942), Schauspieler